# Tietê (gemeente)
Tietê is een gemeente in de Braziliaanse deelstaat São Paulo. De gemeente telt 36.211 inwoners (schatting 2009).

## Geografie

### Hydrografie
De plaats ligt aan de rivier de Tietê die deel uitmaakt van de gemeentegrens. De rivieren de Capivari, Córrego Estiva en Ribeirão Mandissununga monden uit in de Tietê.

### Aangrenzende gemeenten
De gemeente grenst aan Boituva, Cerquilho, Jumirim, Laranjal Paulista, Mombuca, Piracicaba, Rio das Pedras, Porto Feliz, Rafard en Saltinho.

## Geboren
- Mozart Camargo Guarnieri (1907-1993), componist, dirigent en muziekpedagoog
- Michel Temer (1940), president van Brazilië (2016-2019)